# Loening OL
El Loening OL, también conocido como Loening Amphibian, fue un biplano anfibio biplaza estadounidense construido para el Cuerpo Aéreo del Ejército de los Estados Unidos y para su Armada.

## Diseño

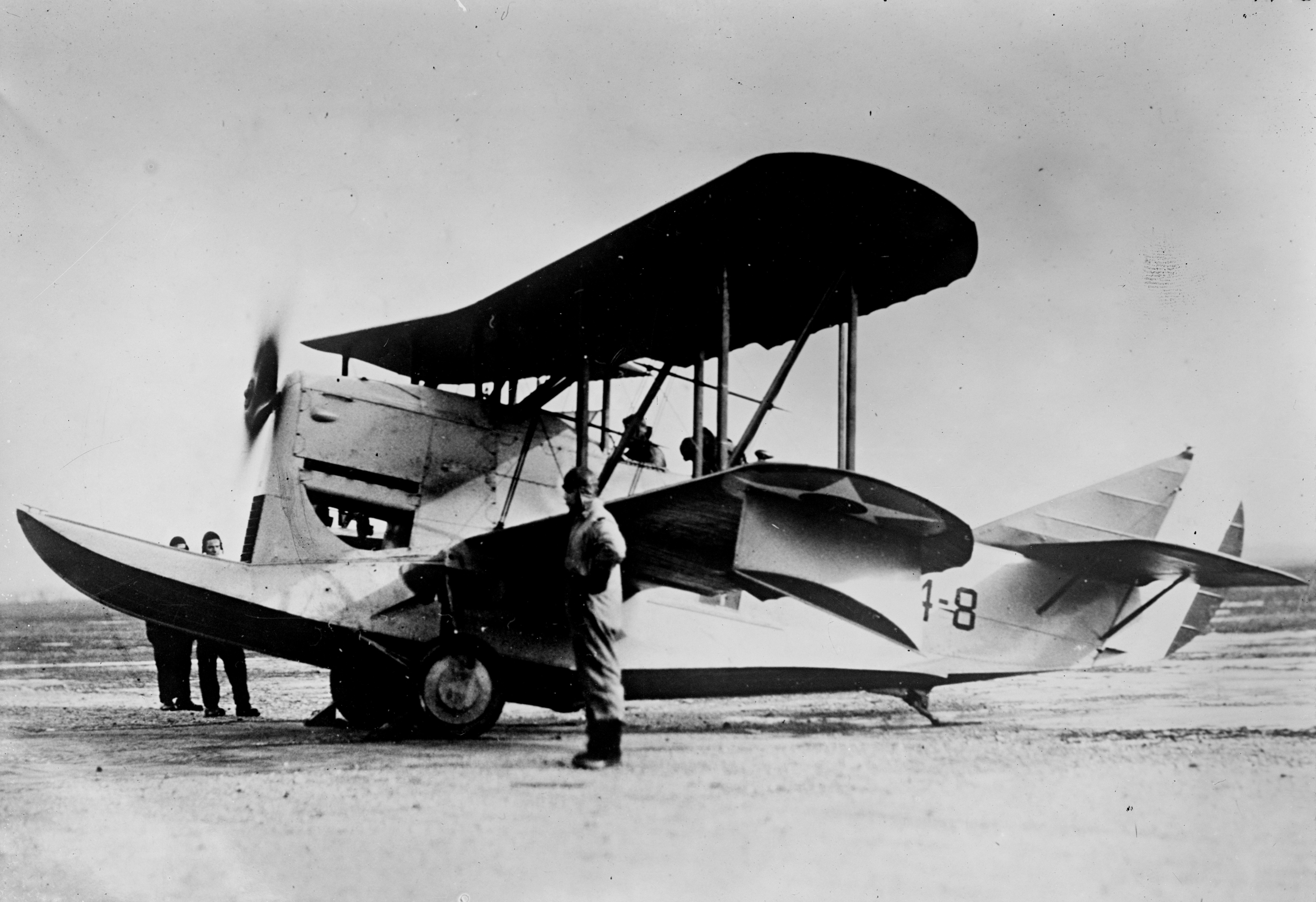
Loening OL-1A de la Armada de los Estados Unidos.

Volado por primera vez en 1923, el OL era un anfibio de altas prestaciones con un gran casco simple y flotadores estabilizadores colocados bajo cada ala inferior. El tren de aterrizaje era retráctil mediante el uso de una palanca manual en la cabina, y el avión estaba equipado con patín de cola para operaciones terrestres. Tenía una cabina abierta en tándem para dos tripulantes. El avión podía ser volado desde cada puesto, con una rueda de control en la cabina delantera y una palanca de control desmontable en la trasera. Los instrumentos de navegación y de motor estaban localizados en la cabina delantera.
El casco estaba construido de duraluminio con estructura de madera, con cinco compartimentos estancos conectados a través de un mando selector a una bomba de achique en la cabina trasera. Tapones en el fondo de cada compartimento permitían el drenaje en tierra. El fuselaje se construyó encima del casco. El avión pasó pruebas de esfuerzo en la Universidad de Columbia.
El Cuerpo Aéreo del Ejército de los Estados Unidos ordenó cuatro prototipos como XCOA-1 (por Corps Observation Amphibian), equipados con un motor Liberty V-1650-1 montado invertido para aumentar la luz de la hélice tripala de acero y paso variable. El motor disponía de un sistema de extinción de incendios por rociado y estaba encerrado en una cubierta aerodinámica para protegerlo de la maresía. El aceite procedente de un depósito en el fuselaje era refrigerado pasándolo a través de un tubo de cobre en espiral expuesto al rebufo en lo alto de la cubierta. Los depósitos de combustible estaban montados dentro del casco, con un depósito de gasolina de 530 litros bajo las alas, y un depósito de gasolina-benceno de reserva entre las cabinas. La capacidad total de combustible proveía de aproximadamente diez horas de vuelo.
Se introdujeron una serie de variantes, tanto por el Ejército como por la Armada de los Estados Unidos. Durante la producción final, la compañía se fusionó con la Keystone Aircraft Corporation.

## Variantes
XCOA-1
Cuatro prototipos equipados con motores V-1650-1 de 400 hp, tres redesignados más tarde como COA-1.
COA-1
Tres prototipos y nueve aviones de producción para el Servicio Aéreo del Ejército de los Estados Unidos.
OA-1A
Aviones de producción del Ejército, con cola vertical rediseñada y equipados con un Liberty V-12 de 420 hp refrigerado por agua, que fue montado invertido, 15 construidos.
XOA-1A
Un prototipo con una sola rueda principal retráctil y patines ajustados a los flotadores alares. Equipado con un motor Wright Typhoon V-12 invertido, fue redesignado XO-10 antes de su entrega en 1929.
OA-1B
Igual que el OA-1A, con motor V-1650-1 refrigerado por agua, nueve construidos.
OA-1C
OA-1B con aleta y timón rediseñados, diez construidos.
OA-2
OA-1C con motor Wright IV-1460-1 de 480 hp, superficies de cola modificadas y ametralladora de fuego frontal movida al ala superior de babor, ocho construidos.
XO-10
El XOA-1A redesignado por el Ejército de los Estados Unidos antes de su entrega.
OL-1
Versión naval con una tercera cabina, dos prototipos equipados con un motor Packard 1A-1500 de 440 hp.
OL-2
Versión naval similar al COA-1, cinco construidos.
OL-3
OL-1 equipado con un motor Packard 1A-1500 de 475 hp y otros cambios menores, cuatro construidos.
OL-4
OL-3 equipado con un motor V-1650-2 de 400 hp, seis construidos.
OL-5
Tres de estos fueron construidos para la Guardia Costera de los Estados Unidos en 1926.
OL-6
OL-3 con una cola vertical rediseñada como el OA-1C, 28 construidos.
XOL-7
Un OL-6 equipado con ala experimental más gruesa.
XOL-8
Un OL-6 remotorizado con un Pratt & Whitney R-1340-2 de 450 hp.
OL-8
Como el XOL-8, con dos cabinas y un motor R-1340-4 de 450 hp, 20 construidos.
OL-8A
Un OL-8 equipado con gancho de apontaje, 20 construidos.
Keystone-Loening OL-9
OL-8 con cambios de equipamiento, 26 construidos.
XO2L-1
Versión mejorada del OL-6, sólo prototipo.
XO-37
Desarrollo del OA-2 con un motor R-1340-0 de 200 hp, proyecto cancelado.

## Operadores
Estados Unidos
- Cuerpo Aéreo del Ejército de los Estados Unidos
- Guardacostas de los Estados Unidos[3][4]
- Armada de los Estados Unidos
- El vuelo panamericano de buena voluntad 1926-1927.

## Especificaciones (OL-9)
Referencia datos: The Illustrated Encyclopedia of Aircraft (Part Work 1982-1985), 1985, Orbis Publishing, Page 2376

### Características generales
- Tripulación: Dos
- Longitud: 10,6 m (34,7 ft)
- Envergadura: 13,7 m (45 ft)
- Altura: 3,9 m (12,8 ft)
- Superficie alar: 46,8 m² (504 ft²)
- Peso vacío: 1655 kg (3647,6 lb)
- Peso cargado: 2451 kg (5402 lb)
- Planta motriz: 1× motor radial de nueve cilindros refrigerado por aire Pratt & Whitney R-1340-4 Wasp.
  - Potencia: 336 kW (463 HP; 457 CV)

### Rendimiento
- Velocidad nunca excedida (Vne): 196 km/h (122 MPH; 106 kt)
- Alcance: 1006 km (543 nmi; 625 mi)
- Techo de vuelo: 4360 m (14 304 ft)

## Aeronaves relacionadas

### Desarrollos relacionados
- Loening C-2

### Aeronaves similares
- Grumman JF Duck
- Grumman J2F Duck

### Secuencias de designación
- Secuencia O_L (Aviones de observación de la Armada estadounidense, 1922-1962 (Loening, 1923-33)): OL - O2L
- Secuencia OA-_ (Aviones anfibios de observación del USAAC/USAAF, 1925-1948): COA-1/OA-1 - OA-2 - OA-3 - OA-4 - OA-5 →
- Secuencia O-_ (Aviones de observación del USAAC/USAAF, 1924-1942): ← O-7 - O-8 - O-9 - O-10 - O-11 - O-12 - O-13 -- O-34 - O-35 - O-36 - O-37 - O-38 - O-39 - O-40 →